# Ивайло Захариев
Ивайло Василев Захариев е български актьор станал е популярен с ролята си на доброто ченге в под прикритие Мартин в сериала на БНТ „Под прикритие“.

## Биография
Ивайло Захариев е роден на 4 октомври 1984 г. в гр. София. Израства в ж.к. Дружба в семейството на Румянка и Васил Захариеви. Има по-голям брат – Александър.
През 2003 г. завършва 151-во СОУПИ, профил „Актьорство за драматичен театър“ в гр. София, а след това (през 2007) и „НАТФИЗ Кръстьо Сарафов“ със специалност Актьорско майсторство в класа на професор Атанас Атанасов. По време на обучението си участва в постановките „Обноски за маса“ (Том), „Да бъдеш Джейми Фостър“ (Леон), „Иванов“ (Иванов) и филмите „Добрите ученици“ (Люн) по разказа на Борис Виан, Режисьор Вито Бонев „София-Амстердам“ (Мъжа), както и други студентски продукции.
След завършването си става актьор на свободна практика, като участва в частни проекти и като гост-актьор в театрални трупи, снима се в реклами, телевизионни и кино продукции, а през март 2014 дебютира и като гост-водещ в предаването „Отблизо с Мария“ по БНТ. Широка популярност Ивайло Захариев придобива с главната роля в криминалния сериал „Под прикритие“ на БНТ.
Постановките, в които участва професионално, включват „Железният светилник“ на МДТ Велико Търново с режисьор Димитър Шарков (в ролята на Лазар), „Спасителят“ – частен проект на Театрална формация „Улична банда“ с режисьор Валентин Балабанов (в ролята на Спас), „Агенти“ по пиесата „Гленгари Глен Рос“ на Дейвид Мамет, продуцирана от ДТ „Васил Друмев“ Шумен с режисьор Владимир Пенев (в ролята на Рики Рома), няколко жестомимични проекта на театър „Мим-арт“, и др.
Дебютът му на голям екран е в ролята на Алекс във филма „Номер 1“, продуциран от БНТ с режисьор Атанас Христосков.
През 2021 г. участва в третия сезон на „Маскираният певец“ като гост-участник в ролята на Рицарят.

## Филмография
- Опасни шматки (2024) - Венелин
- Top floor (2024) - Майкъл
- Пулсът на танца (2024) - Милен
- Зад завесата (2021) – Ивайло Захариев – документален филм за представлението „Кризисен център“
- Ягодова луна (2020) – Димитър
- В изолация (2020) – Здравко, онлайн сериал
- Пътят на честта (2019; 2021) – Калоян Станков
- Южен Вятър (2018) (2018) – Христо
- Пистолет, куфар и три смърдящи варела (2012) – Красивия – сценарист и режисьор Георги Костов.
- Под прикритие (2011 – 2016) – Мартин – ТВ сериал по БНТ1 (сезон 1 – сезон 5), по идея на Димитър Митовски, режисьори Димитър Митовски, Димитър Гочев, Виктор Божинов, Мартин Макариев.
- Love.net (2011) – Сервитьор
- Лов на дребни хищници (2010) – Малкият Гробар – сценарист Християн Ночев, оператор Антон Бакарски, режисьор Цветодар Марков.
- Номер 1 (2011) – Алекс – режисьор Атанас Христосков, сценаристи Явор Михайлов, Атанас Христосков, продуциран от БНТ.
- Военен кореспондент (2008) – Ковача – филм на БНТ /по военните разкази на Й. Йовков/, сценаристи В. Крилов, Вл. Икономов, режисьор Константин Бонев.

## Театрални постановки
- „Г-н Ганьо Балкански“ – Иван Ботков – по Георги Данаилов, режисьор Никола Петков
- „Времето е в нас и ние сме във времето“ – Димитър Общи, режисьор Бойко Илиев
- „Въведение в тяхната картина“ – Александър – по Маргарит Минков, режисьор Стайко Мурджев
- „Пеперуди, пеперуди“ – Елио – по Алдо Николай, режисьор Ники Априлов
- „Кризисен център“ – Ясен Кашмиров – по идея на Михаил Казаков, режисьор Съби Събев
- „Усещане за любов“ – музикално-поетичен спектакъл по идея на Бойка Велкова
- „Хлапачката от 13-ия етаж“ – Психологът – представление с кукли от Мирча М. Йонеску, режисьор Съби Събев
- „Лейтенантът от Инишмор“ – Джоуи – по Мартин Макдона, режисьор Асен Блатечки
- „Хотел между тоя и оня свят“ – Жулиен – по Ерик – Еманюел Шмит, режисьор Валентин Балабанов
- „Аферата в хотел Уестминстър“ – Джордж Пиджън – по Рей Куни, режисьор Валентин Балабанов
- „Поручик Бенц“ – Капитан Лафарж – по романа на Димитър Димов, драматизация и режисура Бойко Илиев
- „АГЕНТИ“  – Рики Рома – по пиесата „Глегари Глен Рос“ на Девид Мамет, режисьор Владимир Пенев
- „UNDERGROUND“ – Васко – сценарист Христо Бойчев, режисьор Христо Стойчев
- „Спасителят“ – Спас – сценарист и режисьор Валентин Балабанов
- „Железният светилник“ – Лазар – по романа на Димитър Талев, драматизация и режисьор Димитър Шарков към МДТ Велико Търново
- „Happy people“ – Момчето – шоу-спектакъл на т-р „Мим Арт“, реж. Николай Ташев, хореография Елена Султанска – Бали
- „Закриването на цирка“ – Водещ – пантомимен спектакъл на т-р „Мим Арт“, сценарист, режисьор и музикално оформление Александър Илиев
- „Point of transfiguration“ – physical-theatre performance с хореограф Елена Господинова
- „Без съмнение“ – Хектор и Едуард – по Джордж Фейдо, режисьор Иван Ковачев
- „В джазе только девушки“ – Гангстер – мюзикъл по филма „Some like it hot“ – Автор на проекта и постановка Дмитрий Белов, спектакъл подготвен по време на II Международна Лятна Театрална Школа и игран в Москва на сцената на СТД РФ
- „Пътят“ – Ангел – танцов спектакъл по стихове на Дарина Янева, хореография Даниел Ахмаков, режисьор Дарина Янева

## Каузи и обществена дейност
Ивайло Захариев е посветен да помага на наркозависими в сдружение „Изход“. Заедно със своя кум Иво Орешков – сватбен фотограф – и други приятели организират седмични сбирки за хора, които търсят изход от проблеми със зависимости.
Друга кауза, с която е лично ангажиран, е предоставянето на достъп до култура, информация и забавление на глухите в България. Владее жестомимика и работи с Театър „Мим-арт“, съставен от глухи актьори, като гост-актьор и посланик на дейността и каузите им. Стартира кампания в БНТ – „Да дадем смисъл на образите“ – за субтитриране на български филми и сериали с цел да станат достъпни за глухите зрители на телевизията.
През 2013 и 2014, заедно със семейството си, е активен участник в Протести срещу кабинета „Орешарски“ като член на „Протестна мрежа“. Включва се в инициативи на Фондация за социална промяна и включване, „Заедно в час“, Холидей Хироус, Асоциация българска книга, az-deteto.com, Бебеносещ календар", "Един грам живот" и други.
През 2023 бива награден с "Агент на промяната 2023" от фондация Jamba.Наградите отличават каузи и личности в социалната сфера.